# Montmoreau-Saint-Cybard
 Montmoreau-Saint-Cybard  là một xã ở tỉnh Charente phía tây nước Pháp. Xã này có diện tích kilômét vuông, dân số năm 1999 là người. Khu vực này có độ cao trung bình mét trên mực nước biển. Xã có một tòa lâu đài từ thời Trung cổ, một nhà nguyện và các khu vu vườn được xếp hạng là di tích lịch sử. Tường tòa lâu đài được xây vào thế kỷ 11 nhưng tòa lâu đài bị phá hủy trong chiến tranh trăm năm. Ngày nay, chỉ còn một phần lớn cổng là phần gốc ban đầu, toà lâu đài hiện hữu được xây vào thế kỷ 15 dưới dạng một thái ấp trong một bức thành cổ. Toà giáo đường Saint-Denis được phục chế thế kỷ 19, công trình gốc từ thế kỷ 12.